# Melonycteris melanops
Melonycteris melanops је врста сисара из реда слепих мишева и породице велики љиљци.

## Распрострањење
Папуа Нова Гвинеја је једино познато природно станиште врсте.

## Станиште
Врста Melonycteris melanops има станиште на копну.
Врста је по висини распрострањена од нивоа мора до 1.600 метара надморске висине.

## Угроженост
Ова врста није угрожена, и наведена је као последња брига јер има широко распрострањење.

### Популациони тренд
Популација ове врсте је стабилна, судећи по доступним подацима.